# 天保戴氏祠
天保戴氏祠位於四川省遂寧市大英縣，文物遺址年代判定為清。2012年7月16日公佈為第八批四川省文物保護單位。
天保戴氏祠位於四川省遂寧市大英縣天保鎮李廣溝村。建於清道光十年（1830），是明末清初時湖廣填川移民中之戴姓家族宗祠，由戴孔謨之後裔集建。坐北朝南，占地面積3016平方公尺，建築面積1535.82平方公尺。祠磚、木、石結構，呈完整的復四合院佈局，由中軸線上的磚雕牌樓、戲樓、中堂、正堂與兩側廂房、廚房等組成，其磚雕、石雕、木雕工藝精美，數量繁多，造型豐富，是研究民間雕刻藝術、鄉土建築的珍貴實物資料，也是明清移民史的實物佐證。第三次全國文物普查新發現。